# Якут (транспортное судно)
«Якут» (рус. дореф. Якутъ) — военный транспорт Сибирской военной флотилии, совершал снабженческие рейсы на Тихом океане и некоторое время охранял котиковые промыслы на Командорских островах, далее занимался гидрографическими работами и обслуживанием маяков, после был возвращён в состав Сибирской флотилии и переклассифицирован как посыльное судно. С осени 1918 года в составе отряда судов Владивостокского Морского училища. В 1920 году перешёл на Чёрное море и позже продан.
Не путать с другим транспортным судном «Якут» — пароход Добровольного флота, впоследствии был переименован в «Кишинёв», а позже продан.

## Строительство
Судно заложено в 1887 году в Абердине на верфи Hall, Russell & Company под строительным номером 245 для судоходной компании Aberdeen Steam Navigation Co. (Aberdeen S.N.Co). Названо «Ойтона» (Oithona). 21 сентября 1887 года состоялся спуск на воду. В октябре 1887 года транспорт сдан в эксплуатацию.

## Конструкция
Длина судна 62,5 метра, ширина 8,4 метра. Водоизмещение 723 тонны. Транспорт относился к типу P-C-type. Движителем являлся один винт фиксированного шага. Крейсерская скорость составляла 9 узлов.

## Служба

### 1890—1900 года
15 февраля 1892 года судно было выкуплено Морским ведомством Российской империи для снабженческих рейсов, а так же охраны котиковых промыслов на Командорских островах. Под названием «Якут» зачислено в состав Сибирской военной флотилии.
В 1892—1894 годах Русским географическим обществом (РГО) пыл организован ряд исследовательских экспедиций на север Дальнего Востока России. «Якут» под командованием капитана 2-го ранга И. И. Хмелевского так же был привлечён к данным экспедициям. Для проведения ряда работ, на транспорт в качестве судового врача, в 1892 году на два года поступил биолог и естествоиспытатель Н. В. Слюнин. Им была изучена морская фауна северной части Тихого океана, в частности подробно исследована популяция планктона — основного источника питания китов и рыб около Командорских островов, в Петропавловской губе и в устье реки Анадырь.

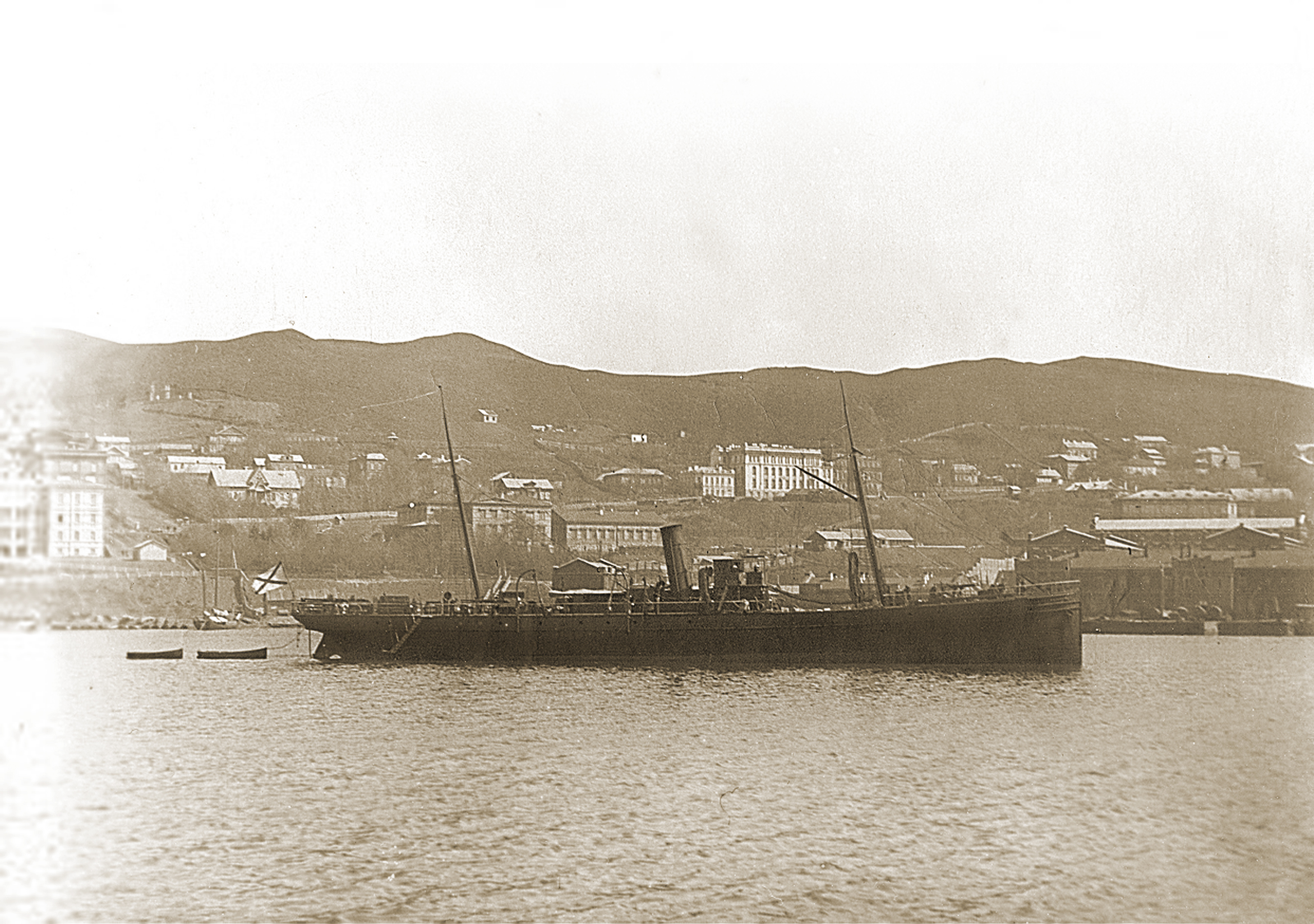
«Якут» во Владивостоке

В 1893—1894 годах «Якут» под командованием капитана 2-го ранга И. И. Хмелевского совместно с крейсером II ранга «Забияка» ходил в Тихом океане, Японском и Ототском морях между портами России, Японии и Китая проводя гидрографические работы у Камчатки и Командорских островов. Так же была дополнена карта Командорских островов и произведён промер, составлен план якорной стоянки у селения Никольского на острове Беринга.
В конце навигации 1894 года транспорт «Якут» стал участником незаконной махинации. Ещё с конца лета — начала осени во Владивостоке появились слухи об ожидаемом привозе караулом Тюленьего острова партии шкур котиков, добытых браконьерским способом. Доставка должна была произойти на одном из судов, занимающихся охраной промыслов. В связи с этим 26 октября 1894 года командир Владивостокского порта издал секретное предписание командиру МКЛ «Манджур» капитану 2-го ранга Андрееву досмотреть «Якут» по приходе его на рейд до съезда караула на берег. 2 ноября в ходе досмотра транспорта были найдены 92 шкурки, на что начальник караула лейтенант Тобизен пояснил, что это шкуры котиков употреблённых для питания личного состава, и что их собирались сдать в казну по прибытии во Владивосток. Но через некоторое время, в одной из японских газет, издававшихся на английском языке, сообщалось, что одна гамбургская компания, специализирующаяся на мехах, получила 5000 котиковых шкурок от офицеров, имевших отношение к охране котиков, в интересах английской компании «Лампсон и Ко». Управляющий Морским министерством Российской империи повелел разобраться с этим делом и наказать виновных. Так началось «шкурное дело», почти все причастные к этому делу офицеры под конвоем были доставлены во Владивосток, даже те, которые продолжали службу на Балтике. Следствие длилось до 1896 года, в ходе которого выяснилось следующее:
- начиная с 1886 года (после хищнического разграбления промыслов американскими браконьерами), браконьерский промысел котиков вёлся в малых количествах, началом активного браконьерства русскими офицерами был определён 1893 год — начальник караула Тюленьего острова лейтенант Владимир Горшанов учинил массовый убой котиков, в который вовлёк личный состав караула, а если кто отказывался, то они запирались в сарай на несколько дней без пищи. Было забито более тысячи котиков, шкурки которых доставлены во Владивосток на транспорте «Якут» с окончанием навигации 1893 года, и через некоторое время проданы представителю фирмы «Лангелитье и Ко» и купцу Смиту, на общую сумму более 6000 рублей. Во время следствия выяснилось, что 37-летний лейтенант Горшанов страдает пристрастием к морфию. На суде Горшанов, признал себя виновным и просил суд: «Дайте мне самую строгую кару!»Из приказа командира Владивостокского порта № 152 от 27 февраля 1898 года: «По Высочайше утверждённому приговору временного военно-морского суда Владивостокского порта Сибирского флотского экипажа лейтенант Горшанов за преступные деяния… лишается всех особых прав и преимуществ, чинов и наград… исключается из службы и ссылается в Тобольскую губернию… осуждённый по истечении 12 лет имеет право избрать место жительства в пределах Европейской и Азиатской России за исключением столиц и столичных губерний».
- ещё до убытия на остров весной 1894 года, начальник караула лейтенант Тобизен взял заём у приказчика фирмы «Лангелитье и Ко» Артура Вебера при посредничестве штабс-капитана Богданова под обещание расплатиться шкурками котиков. На острове Тобизен организовал забой котиков караулом, пообещав от 200 до 300 рублей. Помощник начальника караула штабс-капитан КФШ Богданов закрывал глаза на происходящее, и проводил время за рисованием этюдов. В сентябре 1894 года, первая партия — около 3000 шкурок были погружены на пришедшую к Тюленьему шхуну «Котик», далее шхуна перешла в бухту святой Троицы, где шкурки были перегружены на германский пароход «Триумф», зафрахтованный фирмой «Лангелитье и Ко». Когда «Якут» снимал караул с острова, то на транспорт была погружена вторая партия шкурок, часть из неё была роздана нижним чинам «за работу и молчание», оставшаяся часть была упакована в ящики и спрятана при поддержке командира транспорта капитана 2-го ранга Г. Г. Кизеветтера. Во время стоянки у Сахалина Тобизен и Кизеветтер получили информацию о готовящемся обыске «Якута» на предмет выявления незаконно добытых шкурок котиков. Тобизен предложил выбросить шкуры за борт, но командир транспорта капитан 2-го ранга Кизеветтер, приказал промаркировать ящики со шкурками, как «Казённый груз», и после досмотра вернуть их Тобизину. Но он этого не сделал, а переправил их на лондонский аукцион через купца Адольфа Андре и фирму «Линдгольм и Ко». Во Владивостоке с Тобизеным за первую партию расплатился германский подданный — один из основателей крупного торгового дома во Владивостоке Карл Альберс. Богданов получил от Тобизена 45 шкурок за своё молчание. Перед судом предстали только 47-летний капитан 2-го ранга Густав Кизеветтер и 39-летний КФШ штабс-капитан Капитон Богданов. 37-летний бывший начальник караула лейтенант Александр Тобизен внезапно скончался, ещё до начала суда, а приказчик торгового дома «Лангелитье и Ко» Артур Вебер и Карл Альберс скрылись, как только началось разбирательство. На суде Кизеветтер (к этому моменту исполнявший должность командира Сибирского флотского экипажа) признал себя виновным лишь в доставке шкурок во Владивосток, которые считал подарком от охотников-алеутов лейтенанту Тобизену. А его защитники полностью отрицали коммерческий интерес, и настаивали на его «легкомыслие», на что прокурор ответил: «Легкомыслие наравне с невежеством часто указывает на недостаток психических способностей. И принимается оно во внимание лишь тогда, когда доказано, что им воспользовались другие лица. Здесь же мы видим иное…». Следствием установлено, что общий ущерб казне, нанесённый караулом во главе с лейтенантом Тобизеном, составил 33 тысячи 631 рубль 20 копеек золотом. Из приказа командира Владивостокского порта № 152 от 27 февраля 1898 года: «По Высочайше утверждённому приговору временного военно-морского суда Владивостокского порта Сибирского флотского экипажа капитан 2-го ранга Кизеветтер и корпуса флотских штурманов штабс-капитан Богданов за преступные деяния… лишаются всех особых прав и преимуществ, чинов и наград… исключаются из службы и ссылаются: Кизеветтер в Тобольскую губернию, а Богданов в Архангельскую… Названные осуждённые имеют право избрать место жительства в пределах Европейской и Азиатской России за исключением столиц и столичных губерний: Кизеветтер по истечении 12 лет, а Богданов 10 лет».
- В ходе рассмотрения дела Кизеветтера, Тобизена и Богданова был выявлен ещё один факт незаконного оборота котиковых шкурок. Перед кампанией лета-осени 1895 года новый начальник караула на острове Тюленьем лейтенант флота А. А. Горшков вступил в тайный сговор с неким Березовым по реализации шкурок котика. По прибытии на остров, Горшиков приказал нижним чинам забивать котиков, пообещав за это 200 рублей каждому. Всего было забито более 2500 котиков, а их шкуры погружены на пришедшую к острову шхуну «Котик» через Японию доставлены в Европу. Организовал приход шхуны Березов, а точнее, скрывавшийся под этим псевдонимом приказчик фирмы «Лангелитье и Ко» прапорщик запаса Гуго Лапин. Оставшиеся шкуры были доставлены во Владивосток вновь на транспорте «Якут». Во Владивостоке Горшиков оплатил за работу и молчание членам караула по 50 рублей, вместо обещанных 200 рублей, а привезёнными шкурами рассчитался по своим долгам с купцом 2-й гильдии Отто Шпенглером. На кануне суда Лапин сбежал за границу, и перед судом предстал только 50-летний лейтенант Горшков. На суде Горшков всё отрицал, и пенял на клевету нижних чинов в отместку за строгое отношение к ним; единственное в чём сознался, это в забое около 60 котиков, по инициативе караула и то исключительно для пропитания. Однако, его вина была доказана, а нанесённый им ущерб был оценён в 25 тысяч 940 рублей золотом. Из приказа командира Владивостокского порта № 152 от 27 февраля 1898 года: «По Высочайше утверждённому приговору временного военно-морского суда Владивостокского порта Сибирского флотского экипажа лейтенант Горшков за преступные деяния… лишается всех особых прав и преимуществ, чинов и наград… исключается из службы и ссылаются в Томскую губернию на один год… по истечении двух лет осуждённый имеет право избрать место жительства в пределах Европейской и Азиатской России за исключением столиц и столичных губерний»[9].

25 мая 1895 года «Якут» под командованием капитана 2-го ранга Павловского вышел в крейсерство по маршруту Корсаковский пост — остров Тюлений — Петропавловский Порт — Командорские острова для охраны морских промыслов. Всего за рейс пройдено 10 531,25 морской мили. 23 октября на Тюленьем острове были обнаружены и арестованы 17 американских браконьеров, убивших 216 котиков, но браконьерской шхуне удалось уйти. 1 ноября арестованные были доставлены на транспорте во Владивосток. На Камчатке был оставлен судовой врач П. А. Броше, который в ноябре осмотрел жителей деревень вокруг Петропавловска на предмет уточнения числа больных проказой и условия их содержания.
В 1898 году крейсерство «Якута» под командованием капитана 2-го ранга И. В. Сухотина в районе Петропавловска и острова Беринга.
В 1899 году крейсерство у Командорских островов, за рейс пройдено 10 257 морских миль.
В 1900 году «Якут» был послан для охраны котиковых промыслов в Беринговом море, перевозки грузов и сопровождения п/х. «Само» с золото-промышленной экспедицией отставного гвардии полковника В. М. Вонлярлярского под руководством горного инженера К. И. Богдановича. Так же в экспедиции приняли участие этнографы В. К. Бочаров и В. И. Йохельсон. По возвращении из рейса поставлен с миноносцем № 208 в ремонт во Владивостокском порту.

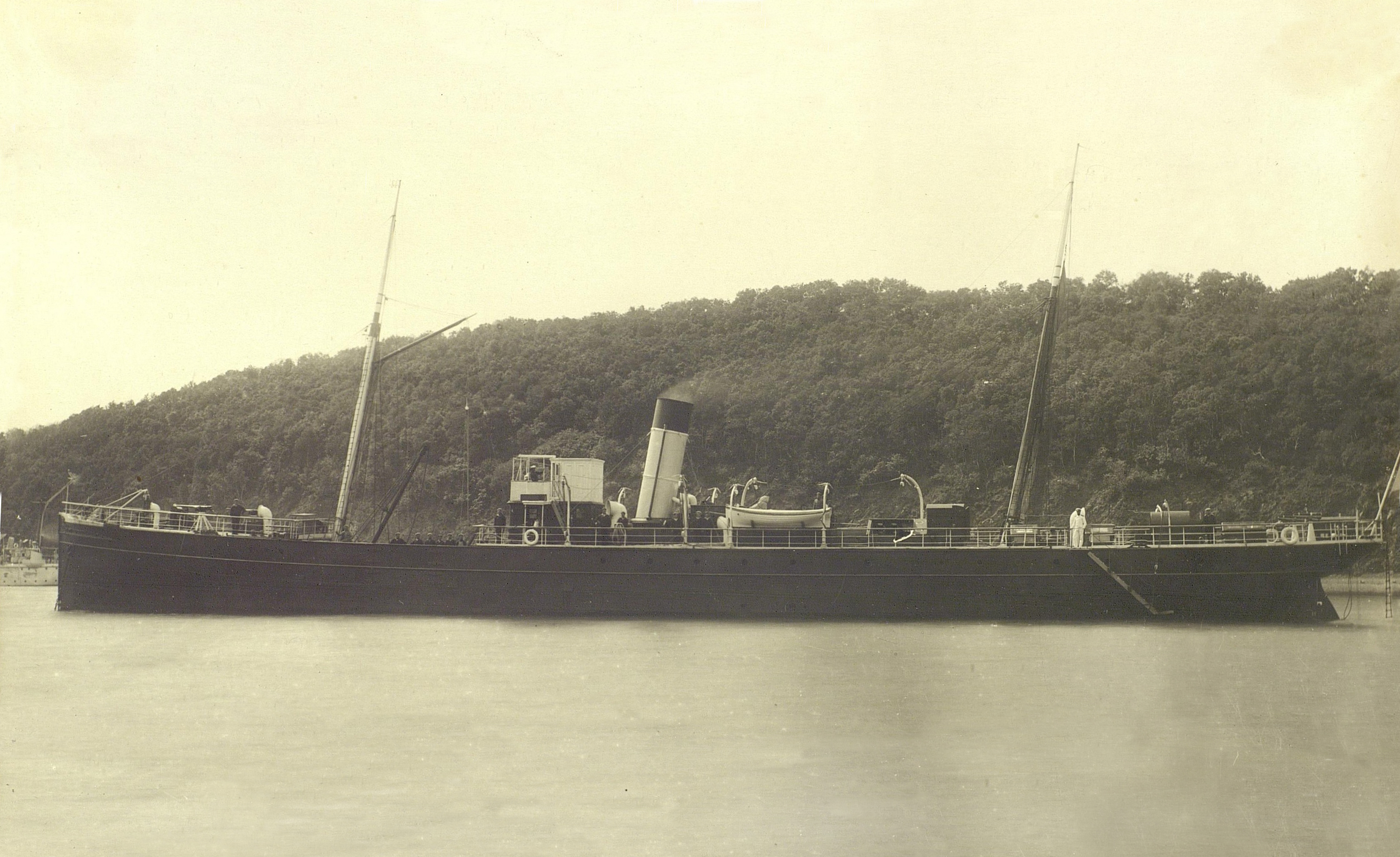
Предположительно, в Петропавловском Порту, конец 1890-х годов

В 1901 году «Якут» был выделен для обслуживания Гидрографической экспедиции Восточного океана у берегов Камчатки и охране котиковых промыслов в районе бухт Провидения и Святого Лаврентия. В ходе гидрографических работ у восточного побережья Камчатки 1901 года с «Якута» была уточнена и дополнена карта бухты Бечевинская мичманом В. В. Драхенфельсом а так же им была выполнена со шлюпки морская съёмка побережья Шипунского полуострова, по предложению командира «Якута» капитана 2-го ранга С. И. Новаковского южная часть Моржовой бухты получила название Моржовый Угол, в заливе Корфа при шлюпочном обследовании была обнаружена не замеченная ранее скрытая тихая гавань, офицеры «Якута» так и назвали её Гавань Скрытая. В честь активного участника данной экспедиции, общим решением, камни Геок-Тепе, лежащие в 1,2 мили к западу от гавани Скобелева (открыты в 1885 году шкипером Ф. К. Геком), были переименованы в Камни Драхенфельса. На Камчатке по поручению военного губернатора Приморской области генерала Чичагова с парохода КВЖД «Гирин» на «Якут» поднялся А. П. Сильницкий, по завершении рейса он составил очерк «На защиту „Страны Камчатки“: из записок уездного начальника А. П. Сильницкого.» В ходе крейсерства у Командорских островов за 97 ходовых дней было пройдено 11 222 морских миль, и арестованы две японские шхуны, которые призовые команды доставили в Петропаввловский Порт С 6 декабря 1901 года по 11 февраля 1902 года командиром являлся капитан 2-го ранга А. А. Гинтер.
1902 году «Якут» вновь находился в крейсерстве в Беринговом море, всего было 105 ходовых дней.
Зимой 1902—1903 годов транспорт прошёл ремонт с заменой котлов. Так же для него был изготовлен новый гребной винт. В навигацию «Якут» и МКЛ «Манджур» выходили для охраны рыбных и охотничьих промыслов.

#### Русско-японская война
Во время Русско-японской войны из состава Сибирской военной флотилии был создан оборонительный отряд Владивостока под командованием командира Владивостокского порта контр-адмирала Н. А. Гаупта. Он состоял из отряда миноносцев под командованием капитана 1-го ранга Я. И. Подъяпольского и отряда транспортов под командованием капитана 2-го ранга Н. К. Тундермана. На 1 марта 1904 года отряд транспортов состоял из транспортов «Алеут» (командир капитан 2-го ранга Н. К. Тундерман), «Камчадал» (командир капитан 2-го ранга А. А. Рюмин), «Якут» (командир капитан 2-го ранга А. А. Балк), «Тунгуз» (под командованием командира «Якута»), «Надёжный» (бывший ледокол) (командир корпуса флотских штурманов подполковник С. С. Чихачёв). 29 июля отряд («Лена», «Камчадал» и «Якут») вышел из Владивостока в Охотское море к берегам Камчатки для обнаружения и уничтожения японских рыболовных и звериных промыслов. Также отряд доставил грузы в Корсаковский пост, Петропавловский порт и Николаевск (ныне Николаевск-на-Амуре). Отряд вернулся во Владивосток 3 сентября. В ходе этого рейса «Якутом» 24 сентября была задержана и потоплена японская шхуна «Риоун-Мару» и 29 сентября задержана «Ивато-Мару». В ноябре 1905 года «Якут» доставил из Нагасаки во Владивосток вице-адмирала З. П. Рожественского со штабом.

### 1900—1910 года
После окончания войны, транспорт был передан в Гидрографический отдел флота для обслуживания маяков.
К 1907 году на случай начала новых боевых действий был разработан план по минированию залива Петра Великого и Амурского лимана. По этому плану предусматривалось «Алеут», «Камчадал», «Якут», «Шилку» и Транспорт № 5 переоборудовать в минные заградители. В апреле 1910 года морской министр вице-адмирал С. А. Воеводский отменил переоборудование «Камчадала» и «Якута» и оставил их при гидрографической службе.
В 1908 году «Якут» под командованием капитана 2-го ранга Языкова занимал брандвахтенный пост на Владивостокском рейде.
В 1908—1909 годах брандвахтенный пост Владивостокского рейда занимал под командованием капитана 1-го ранга А. А. Балка.
В 1911 году для транспорта была изготовлена специальная рулевая машина.

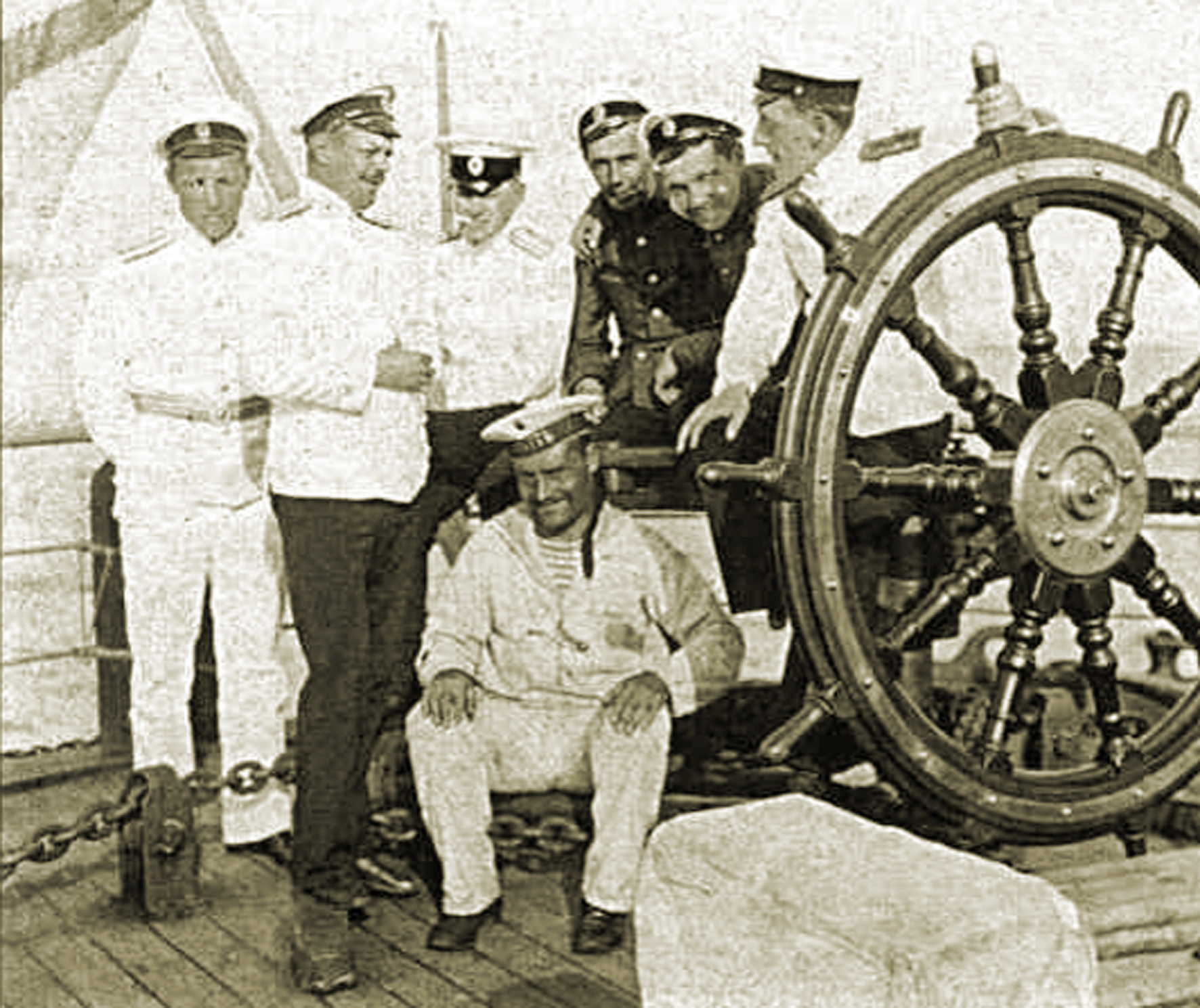
Офицеры и матрос транспорта «Якут», Камчатка, 1910-е годы

К 1913 году «Якут» был возвращён в состав Сибирской флотилии с переклассификацией в посыльное судно. Продолжил выполнять транспортные и охранные рейсы. В 1913 году «Якут» под командованием капитана 2-го ранга М. Е. Чепелева и п/х. «Кострома» выходили на охрану морских промыслов в Тихом океане и золотых приисков на Камчатском побережье. Во время рейса на «Якуте» произошла поломка машины, вследствие чего в начале октября пришлось идти в Петропавловский Порт для исправлений. Были изготовлены формы для отливки новых поршневых колец и очищен левый котёл. 14 октября в порт пришли «Вайгач» и «Таймыр». 17 октября «Якут» и другие суда в порту были расцвечены флагами по случаю годовщины дня чудесного избавления Его Императорского величества Государя императора, Ея Величества Государыни императрицы Марии Фёдоровны и Августейшей Семьи от грозившей опасности при крушении поезда у станции Борки. Этим же днём «Якут» перешёл в бухту Тарья, где командир посетил могилу адмирала Прайса.

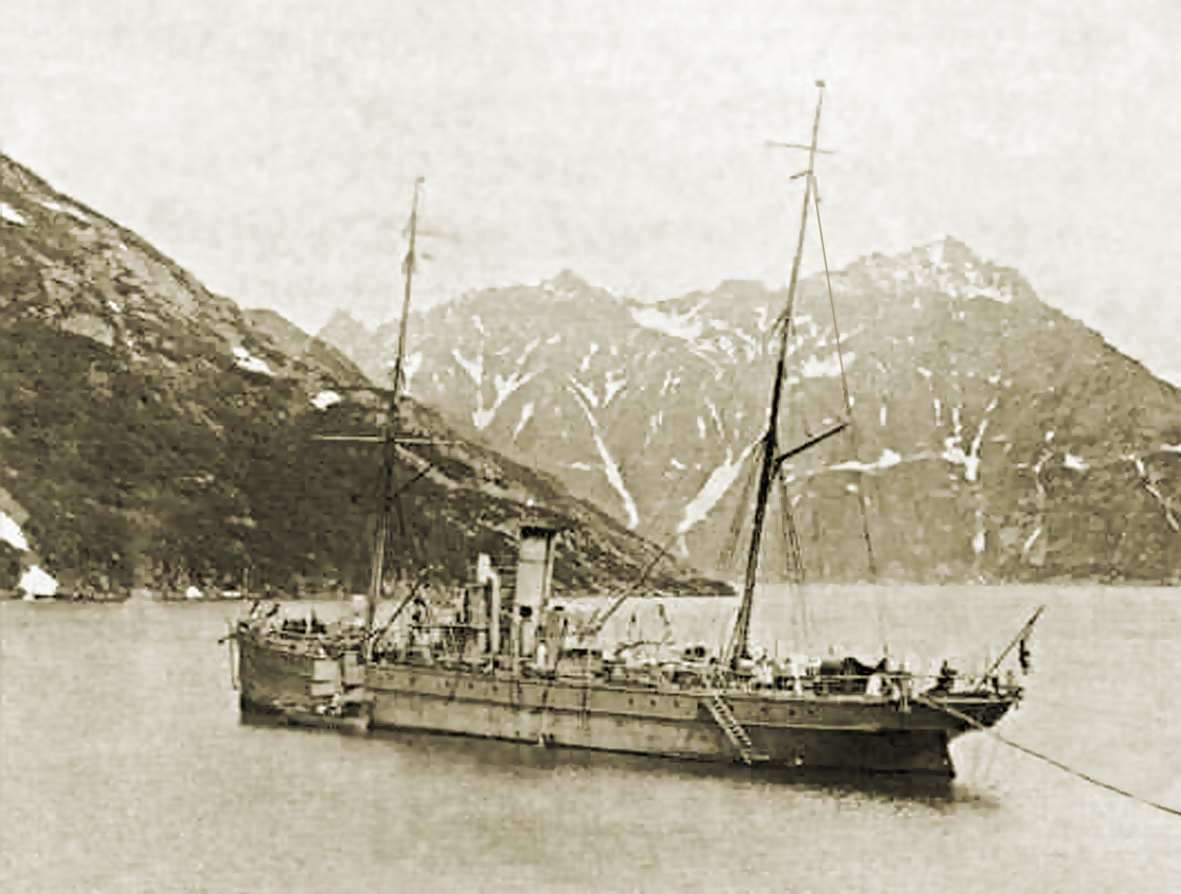
Транспорт «Якут» принимает воду с берега, Камчатка, 1910-е годы

В 1914 году «Якут» под командованием капитана 2-го ранга М. Е. Чепелева вновь выходил к берегам Камчатки для охраны промыслов. Являлся встречающим кораблём в Петропавловске английского крейсера «Ньюкастьлъ».
В 1915 году «Якут», «Таймыр» и «Вайгач» совершили совместное плавание.
В 1916 году транспорт охранял рыбные, китовые и котиковые промыслы у берегов Камчатки и Чукотского полуострова.
В конце 1916 —начале 1917 года «Монгугай», «Якут», «Алеут» и «Печенга» прошли ремонт. В сентябре и октябре 1917 года «Якут» и «Адмирал Завойко» обходили западное и восточное побережья Камчатки. 29 ноября 1917 года «Якут» перешёл под контроль большевиков и зачислен в состав Красной Сибирской флотилии.

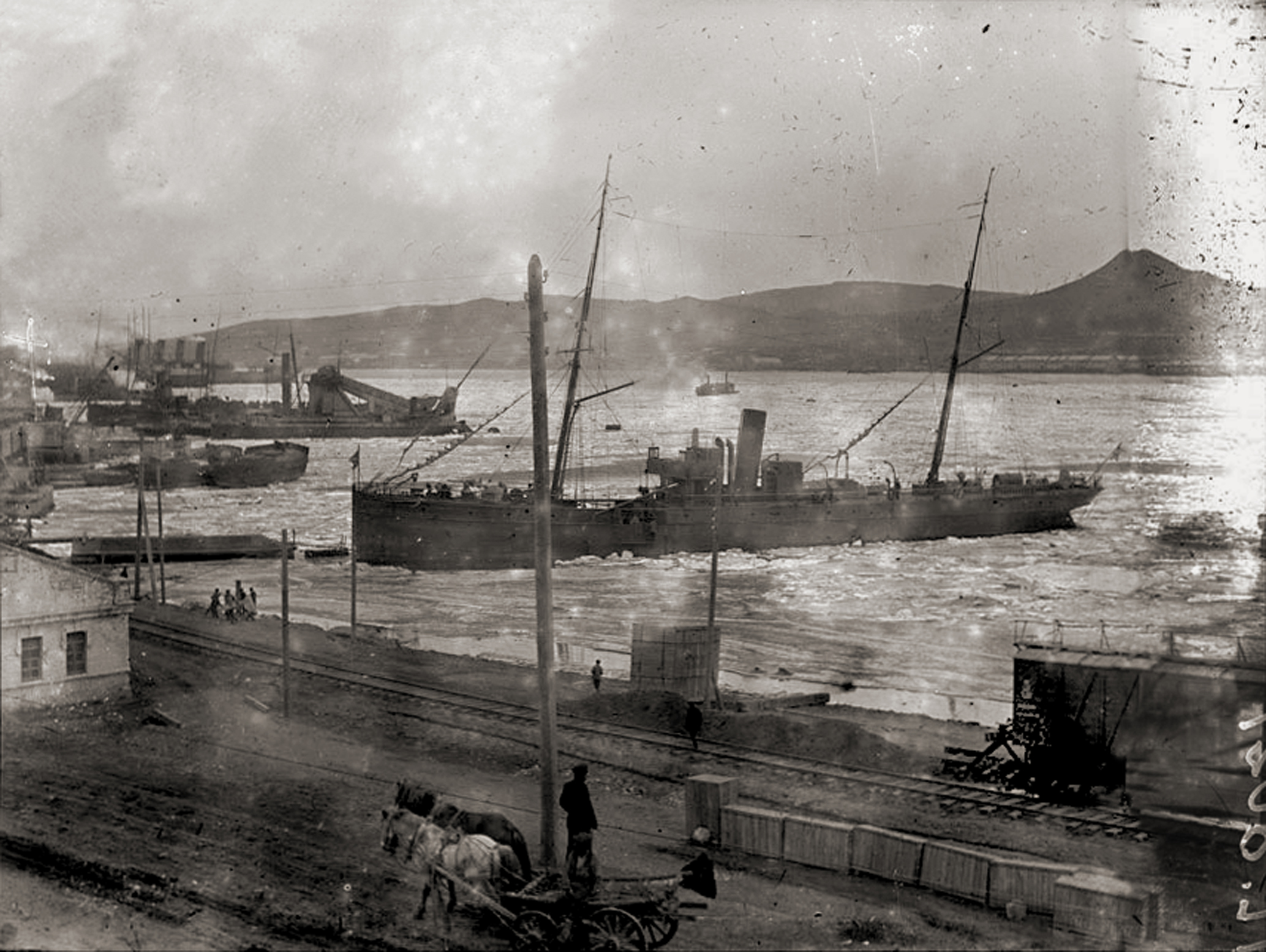
В Золотом Роге, 7 марта 1919 года

Осенью 1918 года во Владивостоке была воссоздана Сибирская флотилия в составе Морских сил Дальнего Востока Белого флота. В её состав вошли несколько миноносцев и транспортов, а с 23 ноября и «Якут» вошёл в её состав. В декабре 1918 года во Владивостоке было открыто Морское училище, которое возглавил капитан 1-го ранга М. А. Китицин. В отряд судов Владивостокского училища вошли: посыльное судно «Якут» (командир старший лейтенант М. М. Коренев, руководитель практики лейтенант А. Г. Рыбин), ледокол «Диомид» (командир лейтенант С. Н. Иванов, руководитель практики мичман А. И. Троян), ледокол «Улисс» (командир старший лейтенант Е. П. Винокуров, руководитель практики лейтенант С. И. Цветков). Так же к отряду были прикомандированы канонерская лодка «Манджур» и миноносец «Смелый».

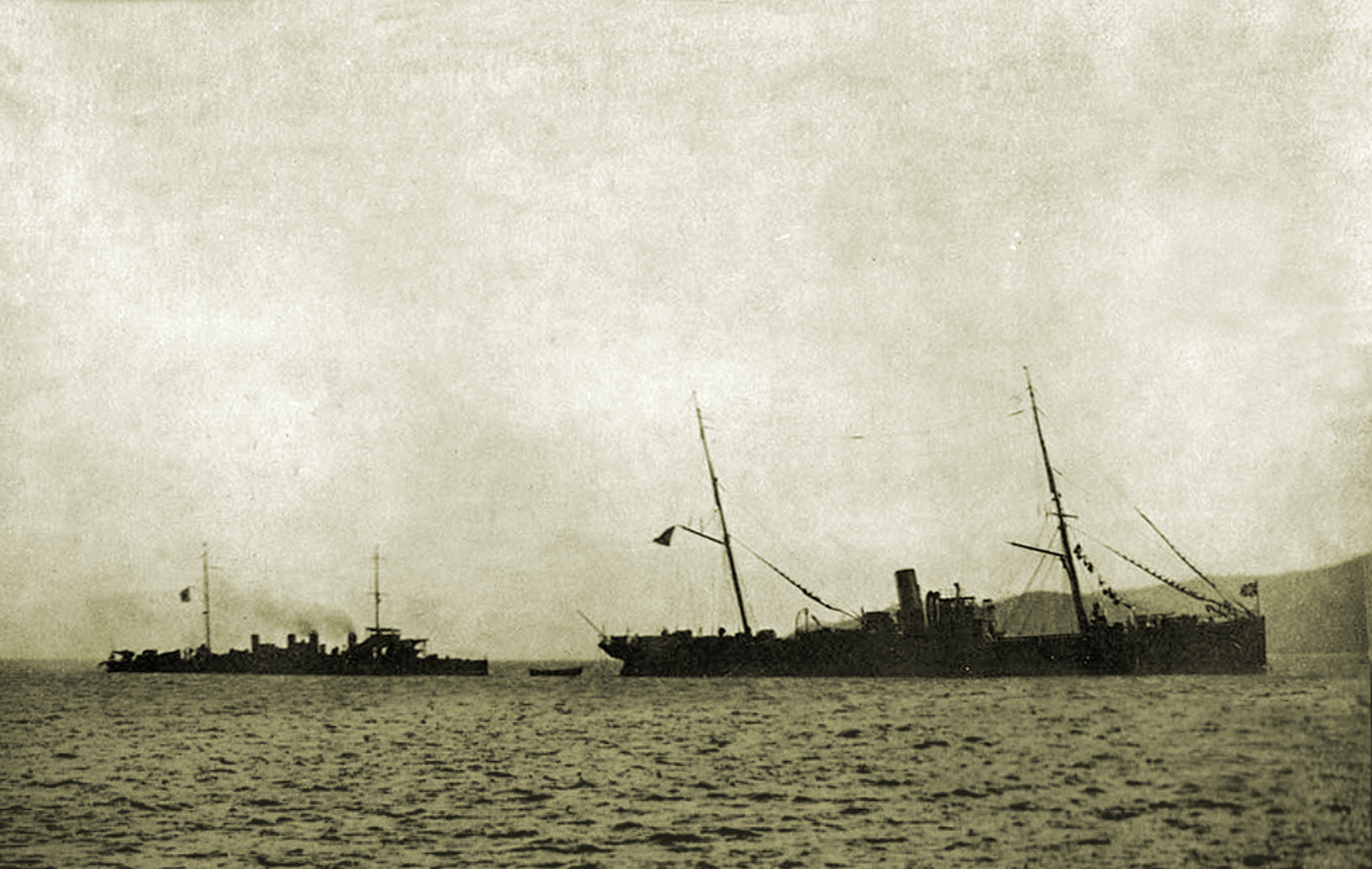
«Якут» и «Лейтенант Малеев» в бухте Находка, 1919 год

В апреле 1919 года отряд генерала В. И. Волкова был окружён красными партизанами в селе Владимиро-Александровское, в районе Сучанских рудников. К нему на помощь были отправлены гардемарины Владивостокского Морского училища под командованием М. А. Китицына. 9 апреля произошла первая стычка, в ходе которой были убиты несколько морских офицеров, и отряд был отозван для перегруппировки и усиления. Во время второй попытки деблокирования, отряд уже насчитывал четыре роты Инструкторской школы и Морскую роту Амурской речной флотилии, общая численность около 1500 человек при 10 пулемётах, двух полевых орудиях и гаубице. Для поддержки в бухту Находка пришли миноносец «Лейтенант Малеев», «Якут», транспорт «Георгий», транспорт «Магнит», вооружённый буксир «Свирь», катер «Удалой», Шаланда № 2 и британский крейсер «Кент» (HMS Kent). После окончания операции корабли вернулись во Владивосток.
15 июля 1919 года учебный отряд вышел практическое плавание с гардемаринами 1-й роты и вернулся 20 октября. Плавание проходило в северной части Тихого океана с заходами в порты Японии, Сахалина, Камчатки, Чукотки и Аляски. В августе, во время пребывания у Камчатских берегов, десант захватил село Ука и расправился с местными советскими активистами — был расстрелян председатель С. Я. Левченко и несколько сподвижников. С декабря 1919 года к отряду были прикомандированы вспомогательный крейсер «Орёл», эсминцы «Бойкий» и «Грозный».
После гибели адмирала А. В. Колчака часть кораблей флотилии были захвачены образовавшимся во Владивостоке новым правительством. Командующий морскими силами на Дальнем Востоке контр-адмирал М. А. Беренс приказом № 127 от 28 января 1920 года обязал начальника Морского училища капитана 1-го ранга М. А. Китицына сформировать новый отряд, из всех способных двигаться кораблей и судов Сибирской флотилии. М. А. Китицыну подчинились только ВсКр «Орёл» и «Якут» под командованием капитана 2-го ранга Е. П. Винокурова. На эти суда было эвакуировано Морское училище, а так же офицеры Сибирской флотилии с семьями и беженцы. Команда отряда насчитывала 40 офицеров, 250 гардемаринов и неопределённое количество других офицеров и матросов. В ночь с 30 на 31 января контр-адмирал М. А. Беренс отдал приказ об отбытии судов в Японию. Командир портового ледокола «Байкал» отказался добровольно выводить суда из бухты Золотой Рог, и только когда на борт был высажен караул, ледокол приступил к буксировке судов и очистке выхода ото льда. В 5 часов утра 31 января суда вышли в море.

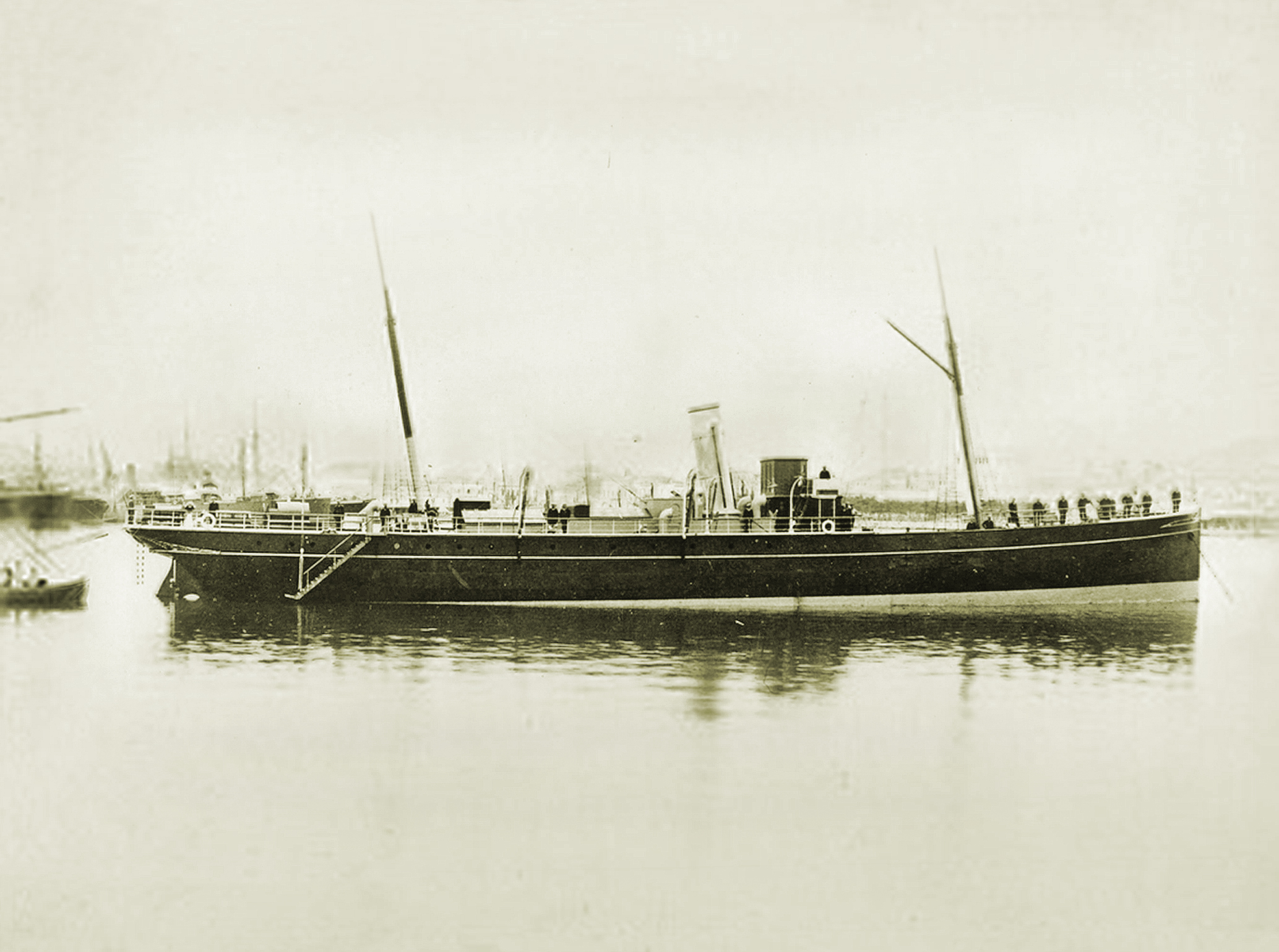

«Орёл» и «Якут» пришли в Токусима, где на берег сошёл контр-адмирал М. А. Беренс и некоторые офицеры с семьями. Командование отрядом и «Орлом» принял капитан 1-го ранга М. А. Китицын. Через месяц отряд перешёл в порт Моджи. Здесь было принято решение отправится в Севастополь. Первым пунктом захода стал Гонконг. В походе началась подготовка гардемаринов к сдаче экзаменов. Далее отряд пришёл в Сингапур. С 6 апреля по 5 мая 1920 года суда прошли докование, а 1-я рота закончила сдавать экзамены. 11 апреля 104 человека были произведены в корабельные гардемарины, поскольку начальник Морского училища не имел права присваивать чин мичмана. Позже ещё 15 человек были произведены в корабельные гардемарины. Этот выпуск получил неофициальное название «китицынского». Далее отряд ушёл в Калькутту, перевозя попутный груз. В Калькутте на «Якут» была переведена 3-я рота с несколькими офицерами училища. Некоторые офицеры и гардемарины покинули отряд, списавшись на берег. Далее отряд ушёл на Андаманские острова. Переход был использован для теоретического и практического обучения и шлюпочных учений. На Андаманских островах было проведено учение по высадке десанта. Несколько пополнив запасы на вырученные деньги за доставку груза, отряд ушёл в Аден, а оттуда в Порт-Саид. В Порт-Саиде отряд столкнулся с проблемой — кончились провизия, вода и уголь, а представитель правления Добровольного флота (ДФ) при поддержке русского консула попытался изъять «Орёл» в пользу ДФ. К тому же английский командир порта запретил выход отряда в море. Тогда капитан 1 ранга М. А. Китицын отказался подчиниться и поставил ультиматум местному английскому правлению, что если отряд в течение 36 часов не получит уголь, снабжение и разрешение на выход в море, то он затопит суда поперёк Суэцкого канала. Через 24 часа всё необходимое было предоставлено и отряд покинул Египет. 14 августа 1920 года «Якут» под командованием М. А. Китицына прибыл в Югославский порт Груж (район Дубровника), «Орёл» за два дня до этого. К этому моменту команда отряда насчитывала 23 офицера, 194 гардемаринов и 37 матросов, также на отряде в качестве матросов находились 56 вольнонаёмных китайцев и индусов. За переход с Тихого океана до Средиземного моря убыль состава была из-за списания на берег, смертельный случай был зафиксирован только один раз — отравился консервами корабельный гардемарин Ландышевский.
Здесь начальник отряда и морского училища капитан 1 ранга М. А. Китицын связался со штабом флота в Севастополе. 28 августа генерал П. Н. Врангель прислал телеграмму военно-морскому агенту в Югославии с предписанием арестовать капитана 1-го ранга М. А. Китицына, а «Орёл» и «Якут» направить в Севастополь. Дело М. А. Китицына расследовал М. А. Кедров и после разбирательства, он был оправдан и восстановлен в должностях. Позже поступил приказ вернуть мобилизованный в начале русско-японской войны «Орёл» в состав ДФ. Переговоры по поводу передачи судна между представителями ДФ, командой «Орла» и штабом Черноморского флота продолжались почти месяц — команда требовала погасить денежную задолженность по зарплате. После найденных компромиссов, «Орёл» был передан 29 сентября 1920 года представителю Добровольного флота А. С. Леонтовичу и новому командиру капитану дальнего плавания Н. А. Титову. Часть гардемаринов осталась на «Орле». Перед отходом «Якута» в Севастополь, на отряд прибыл контр-адмирал К. В. Шевелев с призывом гардемаринам и офицерам идти в Крым и продолжать борьбу, но многие отказались. Тогда М. А. Китицын отправил их в двухмесячный отпуск по состоянию здоровья, на вполне на законных основаниях. К моменту выхода в море команда «Якута» состояла из 3 офицеров, 49 корабельных гардемаринов, 47 гардемаринов 2-й роты и 15 гардемаринов 3-й роты. По пути «Якут» зашёл в Константинополь, где на него были погружены военные грузы. 9 октября на «Якуте» был поднят новый кормовой Андреевский флаг, который был передан в дар от Русской колонии города Дубровник (Рагуза) и освящён в Константинополе. В Севастополь «Якут» прибыл 27 октября 1920 года. А уже 10 ноября последовал приказ об оставлении Крыма в виду невозможности дальнейшего сопротивления. Командир и команда «Якута» приняли деятельное участие в эвакуации белых частей из Севастополя в Бизерту.

### В эмиграции и дальнейшая служба
31 октября «Якут» под командованием М. А. Китицына покинул Северную бухту Севастополя и взял курс на Бизерту. На борту находилось 70 юнкеров Константиновского военного училища под началом капитана 2-го ранга А. А. Воробьёва (сводная рота) и 150 беженцев.

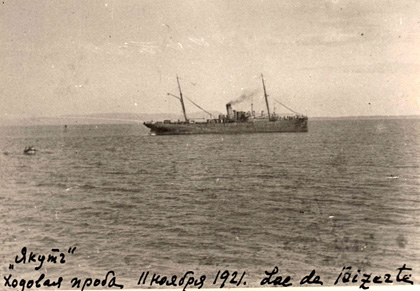
На ходовой пробе, 11 ноября 1921 года

21 ноября 1920 года «Якут» вошёл в состав Русской эскадры в эмиграции. 29 июля 1922 года на транспорте «Якут» М. А. Гофман прочёл лекцию «О мировом значении нефти». С февраля 1922 года, и до продажи судна, должность командира исполнял флаг-капитан по оперативной части Штаба Русской эскадры капитан 2-го ранга А. Ф. Ульянин.

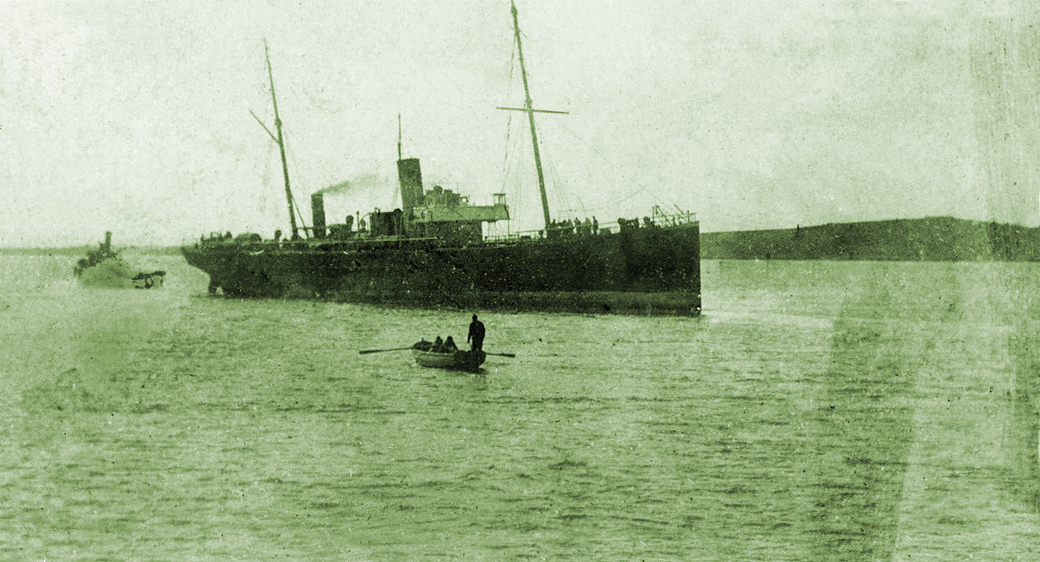
«Якут» в Бизерте, 1920-е годы

В апреле 1923 года «Якут» был продан английской компании Em. Chetcuti, работавшей на линиях из Валлетты и переименован «Ля Валетта» (G. M. La Vallette). После спуска кормового Андреевского флага, его сохранил последний русский командир «Якута» капитан 2-го ранга А. Ф. Ульянин.
В апреле 1926 года судно было перепродано франко-тунисской компании A. Scamama-Lagardere, а в 1934 году греческой компании Sp. Typaldos и переименовано Ionion. В 1935 году судно перешло к другой греческой компании D. Papoulis & K. Tsesmelis.
Судно было списано в 1937 году.

## Командиры
- ??.??.1892—??.??.1892 капитан 2-го ранга Бойсман Василий Арсеньевич (врио, принял судно во Владивостокском порту)
- ??.??.1892—??.??.1894 капитан 2-го ранга Хмелевский Иосиф Иосифович[7]
- ??.??.1894—??.??.1894 капитан 2-го ранга Кизеветтер Густав Густавович
- ??.??.1895—??.??.1896 капитан 2-го ранга П. С. Павловский
- ??.??.1897—??.??.1898 капитан 2-го ранга Сухотин Иван Владимирович
- ??.??.1899—06.12.1901 капитан 2-го ранга Новаковский Александр Александрович 1-й
- 06.12.1901—11.02.1902 капитан 2-го ранга Гинтер Анатолий Августович[21]
- ??.??.1902—??.??.190? капитан 2-го ранга Гекнатович
- ??.??.190?—??.??.1903 капитан 2-го ранга Бернатович Генрих Андреевич
- ??.??.1904—??.??.1906 капитан 2-го ранга Балк Александр Александрович
- ??.??.190?—??.??.1908 капитан 2-го ранга Языков
- ??.??.1908—??.??.1909 капитан 1-го ранга Балк Александр Александрович
- 16.06.1913—05.01.1915 капитан 2-го ранга Чепелев Михаил Евграфович
- ??.??.1917—??.??.1919 старший лейтенант Коренев Михаил Михайлович
- ??.??.1919—??.01.1920 старший лейтенант, капитан 2-го ранга Винокуров Евгений Петрович
- ??.01.1920—??.07.1920 старший лейтенант Коренев Михаил Михайлович
- ??.07.1920—??.08.1920 лейтенант Рыбин Александр Гаврилович (и. д.)
- 21.11.1920—??.02.1922 капитан 1-го ранга Китицын Михаил Александрович (по факту исполнял должность с августа 1920 года, с мая 1921 года (врио))
- ??.03.1922—??.04.1922 мичман Чулановский Иван Иванович (врио)
- ??.09.1922—??.12.1922 лейтенант Кожин Александр Александрович (врио)
- ??.04.1922—??.08.1922 капитан 2-го ранга Ульянин Анатолий Фёдорович (получил назначение ещё в мае 1921 года, по факту исполнял обязанности до продажи судна в апреле 1923 года)

### Старшие офицеры
- ??.??.1919—??.01.1920 старший лейтенант Коренев Михаил Михайлович
- ??.01.1920—??.07.1920 лейтенант Рыбин Александр Гаврилович
- ??.12.1920—??.01.1921 лейтенант Веселовский Владимир Владимирович
- ??.01.1922—??.08.1922 лейтенант Кожин Александр Александрович (и. д.)

### Другие должности
- ??.??.1892—??.??.1893 судовой врач Слюнин Николай Васильевич
- ??.??.189?—??.??.1895 судовой врач П. А. Броше
- ??.??.1894—??.??.1895 штурманский офицер лейтенант фон Раден Фердинанд Владимирович
- ??.??.1898—??.??.1898 штурманский офицер мичман Дмитриев Иван Николаевич
- ??.??.1889—??.??.1890 лейтенант Гинтер Анатолий Августович[47]
- 02.07.1896—13.11.1896 вахтенный начальник лейтенант Шамов Александр Сергеевич
- 23.03.1900—15.11.1900 судовой врач коллежский секретарь Гомзяков Павел Иванович
- ??.??.19??—??.??.1901 мичман Драхенфельс Вернер Вернерович
- ??.??.19??—??.??.1903 вахтенный начальник лейтенант фон Берг Владимир Борисович
- ??.??.19??—??.??.1903 вахтенный начальник лейтенант Колюбакин Алекс Владимирович
- ??.??.19??—??.??.1903 штурманский офицер лейтенант Максимов Дмитрий Лаврович
- ??.??.19??—??.??.1903 вахтенный начальник мичман Головин Владислав Семёнович
- ??.??.19??—??.??.1903 механик транспорта КИМФ старший инженер-механик Франк Иван Леонович
- ??.??.19??—??.??.1903 судовой врач Меркушев Валерий Аполлонович
- 24.05.1903—10.08.1903 механик транспорта КИМФ младший инженер-механик Франк Валерий Александрович
- ??.??.19??—??.??.1919 вахтенный начальник мичман Эрасмус
- ??.??.1919—??.??.1920 старший штурманский офицер лейтенант Рыбин Александр Гаврилович
- ??.04.1920—??.??.1922 корабельный гардемарин, с 10 декабря 1920 года мичман Фёдоров Константин Васильевич
- ??.07.1920—27.10.1920 корабельный гардемарин Веденяпинский Владимир Сергеевич
- ??.??.192?—25.07.1921 мичман Жеромский Виктор
- ??.03.1921—??.??.192? подпоручик, с лета 1921 года лейтенант флота Сербулов Павел Михайлович
- ??.10.1921—??.09.1922 лейтенант Денисов Сергей Алексеевич флота
- ??.11.1921—??.09.1922 мичман Асланов Георгий Сергеевич
- ??.12.1921—??.12.1922 ревизор лейтенант Москвин Сергей Иванович
- ??.04.1922—??.07.1922 старший лейтенант Иванов Алексей Васильевич
- ??.07.1922—??.??.1922 корабельный гардемарин Вагин Борис Арсеньевич
- 05.07.1922—??.??.192? корабельный гардемарин Поляков Дмитрий Васильевич
- ??.??.1922—??.??.192? корабельный гардемарин Егорьев Георгий Анатольевич
- 05.07.1922—??.09.1922 корабельный гардемарин Сикорский Игорь Алексеевич

Проходили морскую практику
- 15.07.1919—20.10.1919 гардемарин Гордеев Ю. В.
- 15.07.1919—20.10.1919 гардемарин Одишарий П. К.
- ??.??.1920—??.??.1920 гардемарин Юнаков М.
- ??.??.1920—??.??.1920 гардемарин Ландышевский